# مارتین یورتوم
مارتین یورتوم (استونیایی: Martin Jurtom؛ زادهٔ ۱۱ مارس ۱۹۹۴) بازیکن بسکتبال اهل استونی است.
از باشگاه‌هایی که در آن بازی کرده‌است می‌توان به باشگاه بسکتبال تالین کالو اشاره کرد.